# Mucronea perfoliata
Mucronea perfoliata är en slideväxtart som först beskrevs av Asa Gray, och fick sitt nu gällande namn av A. Heller, Muhlenburgia. 2. Mucronea perfoliata ingår i släktet Mucronea och familjen slideväxter. Inga underarter finns listade i Catalogue of Life.